# Calodexia fasciata
Calodexia fasciata là một loài ruồi trong họ Tachinidae.